# Даугавас гате
Да́угавас га́те (латыш. Daugavas gāte) — короткая улица в Риге, в историческом Старом городе. Ведёт от улицы Пилс к набережной 11 Ноября под стеной Рижского замка. Длина улицы — 96 метров.

## История
Одна из относительно молодых улиц Старой Риги. Проложена в 1937 году после сноса старого здания портового управления, образовав новый выход с площади Пилс на набережную Даугавы.

## Достопримечательности
Всю северную сторону улицы занимает Рижский замок. Напротив находится приписанный к улице Пилс (д. 5) жилой дом священника (1900, архитектор Вильгельм Бокслаф) и комплекс Церкви Скорбящей Богоматери.